# Mario Klingemann
Mario Klingemann (1970) és un artista alemany i resident ak Google Arts and Culture, conegut pel seu treball sobre xarxes neuronals, codi i algorismes. Es considera pioner en l’ús de l’aprenentatge informàtic a les arts. Les seves obres examinen la creativitat, la cultura i la percepció a través de l’aprenentatge automàtic i la intel·ligència artificial i han aparegut al Festival Ars Electronica, al Museum of Modern Art de Nova York, al Metropolitan Museum of Art de Nova York, a la Photographers 'Gallery de Londres, al Centre Pompidou París i la British Library. Klingemann ha estat entrevistat per Emily L. Spratt.